# Сигрист, Виктор Фердинандович
Виктор Фердинандович Сигрист (1856 — 9 [22] октября 1915, Симеиз, Таврическая губерния) — русский медик, диагност и бальнеолог.

## Биография
Выпускник Военно-медицинской академии в Санкт-Петербурге, после её окончания работал в клинике профессора В. А. Манасеина. В 1887 году получил звание приват-доцента и стал читать лекции по внутренним болезням и бальнеологии в медицинской академии.
В 1898 году вместе с другими специалистами организовал проведение в Санкт-Петербурге Первого всероссийского бальнеологического съезд, в 1903 году был председателем второго такого же съезда в Пятигорске.
Автор ряда научных публикаций, среди них: «Материалы к вопросу о значении бронхиальных кровотечений в этиологии легочных заболеваний» (СПб., 1884); «Современное учение по легочной чахотке» (СПб., 1892) и др.
Умер в Новом Симеизе. Похоронен 20 октября 1915 года на Митрофаньевском кладбище в С.-Петербурге